# Kernascléden
Kernascléden é uma comuna francesa na região administrativa da Bretanha, no departamento Morbihan. Estende-se por uma área de 9,32 km². Em 2010 a comuna tinha 401 habitantes (densidade: 43 hab./km²).